# Куріпка мадагаскарська
Куріпка мадагаскарська (Margaroperdix madagarensis) — вид куроподібних птахів родини фазанових (Phasianidae). Мешкає на Мадагаскарі, Реюньйоні і Маврикії. Це єдиний представник монотипового роду Мадагаскарська куріпка (Margaroperdix).

## Опис
Довжина птаха становить 24-28 см, середня вага 220 г. Самець дещо більший за самку.
У дорослого самця голова темно-коричневого, місцями чорного кольору, горло чорне. Над і під очима проходять чотири білі смуги. Воло червоно-коричневе. Груд і живіт чорні, поцятковані великими білими плямами. Крила червоно-коричневі з білими вертикальними смугами. Самки непримітного коричнюватого забарвлення.

## Поширення і екологія
Мадагаскарська куріпка була ендеміком Мадагаскару. В XVIII столітті вона була інтродукована на Реюньйон і Маврикій. На Реюньйоні це поширений птах, на Маврикії мадагаскарська куріпка є рідкісною. Відсутня на крайньому півдні Мадагаскару. 
Мадагаскарська куріпка мешкає на відкритих, порослих травою рівнинах: на луках, полях, галявинах, пустищах на висоті до 2700 м над рівнем моря.

## Поведінка
Харчується насінням, ягодами і комахами. Живе поодинці, парами або зграями до 12 птахів. Гніздування на Мадагаскарі відбувається з березня по червень. Гніздо являє собою невелику ямку в землі, сховану в траві або серед чагарників. Утримувані в неволі мадагаскарські куріпки утворювали кладки до 15 яєць. 